# Charles Colyear (2e comte de Portmore)
Charles Colyear, 2e comte de Portmore, (27 août 1700 - 5 juillet 1785), connu sous le nom de Lord Milsington jusqu'à 1730, de Portmore House, Weybridge, Surrey, est un homme politique britannique whig qui siège à la Chambre des communes entre 1726 et 1730, quand il devient comte de Portmore. Il est ensuite un représentant écossais à la Chambre des lords. Il est propriétaire d'un cheval de course et s'appelait Beau Colyear pour sa robe remarquable.

## Jeunesse
Il est le fils de David Colyear (1er comte de Portmore) et de son épouse Catherine Sedley, fille de Charles Sedley, député d’Aylesford, dans le Kent, et ancienne maîtresse de Jacques II. Sa mère est propriétaire de Portmore House, Weybridge, qui devient le siège des comtes de Portmore. En 1719, il est page de la princesse de Galles.

## Carrière
Il est élu député du comté de Wycombe sous le patronage de Wharton lors d'une élection partielle le 1er février 1726 mais, en raison de la partialité du directeur du scrutin, le scrutin est annulé le 22 février. Lors de l'élection partielle du 3 mars, il est réélu en tant que député à nouveau grâce à la partialité du directeur du scrutin, mais est remplacé à la suite d'une pétition le 17 mars. Aux Élections générales britanniques de 1727 il est élu député d'Andover. Il vote avec le gouvernement sur les arriérés de la liste civile en 1729.
Le 2 janvier 1730, à la mort de son père, il lui succède à la pairie et quitte son siège à la Chambre des communes. En février 1732, il est envoyé comme ambassadeur à Don Carlos, lorsqu'il prend possession de Parme et de Piacenza. Il est fait chevalier le 2 juin 1732 et se marie le 7 octobre 1732 à Juliana Hele, fille de Roger Hele de Halwell, dans le Devon, et veuve de Peregrine Osborne (3e duc de Leeds). De 1734 à 1737, il est un représentant des pairs écossais à la Chambre des lords.

## Société
Portmore est un important propriétaire de chevaux de course et possède, entre autres, Crab and Squirt. Il devient célèbre dans la haute société pour la splendeur de ses vêtements et de ses équipages. Il est l'un des gouverneurs fondateurs de Foundling Hospital, une organisation caritative créée en 1739, consacrée aux enfants abandonnés.

## Mort et héritage
Portmore décède le 5 juillet 1785. Avec son épouse, il a :
1. Caroline Colyear (c.1733-1812), qui épouse Nathaniel Curzon (1er baron Scarsdale), et a des enfants[3]
2. Juliana Colyear (1735-1821), qui épouse Henry Dawkins en 1759 et a des enfants
3. David Colyear, vicomte Milsington (1736-1756), décédé célibataire
4. William Colyear (3e comte de Portmore) (1745 – 1823)

Il a également une fille illégitime d'Elizabeth Collier, également appelée Elizabeth, née vers 1747 et qui épouse le colonel Edward Pole (1718-1780), et ensuite le médecin Erasmus Darwin.